# Alfred von Waldersee
Alfred Graf von Waldersee (ur. 8 kwietnia 1832 w Poczdamie, zm. 5 marca 1904 w Hanowerze) – wojskowy pruski i niemiecki, feldmarszałek niemiecki, w latach 1888–1891 Szef Sztabu Generalnego armii niemieckiej.
Pochodził z rodziny o bogatych tradycjach wojskowych. Do armii pruskiej wstąpił w 1850. Uczestnik wojny prusko-austriackiej w 1866, podczas której pełnił funkcję adiutanta księcia pruskiego Fryderyka Karola. Brał udział w bitwie pod Sadową. Szef sztabu 10 Korpusu Armijnego. Od stycznia 1870 attaché wojskowy w Paryżu, a następnie adiutant cesarza Wilhelma I. Podczas wojny francusko-pruskiej 1870–1871, wykazał się wybitnym talentem wojskowym. Brał udział w oblężeniu i zdobyciu twierdzy Metz. W uznaniu zasług odznaczony Krzyżem Żelaznym I klasy. Od 1881–1888 zastępca Szefa Sztabu Generalnego feldmarszałka Helmuta von Moltke. W latach 1888–1891 Szef Sztabu Generalnego armii niemieckiej. W latach 1900–1901 był dowódcą międzynarodowych oddziałów interwencyjnych tłumiących powstanie bokserów w Chinach; do Chin dotarł we wrześniu 1900 – już po zdobyciu Pekinu i zakończeniu głównych walk – i dowodził ekspedycjami karnymi zajmującymi się pacyfikacją wiosek i egzekucjami uczestników powstania. Od 1901 roku pełnił stanowisko inspektora III Inspektoratu Armii w Hanowerze.

## Odznaczenia
Odznaczenia otrzymane przez feldmarszałka von Waldersee:
- Order Orła Czarnego z łańcuchem i brylantami (Prusy)
- Krzyż Wielki Orderu Orła Czerwonego z liśćmi dębu i mieczami na pierścieniu (Prusy)
- Order Orła Czerwonego I klasy z liśćmi dębu i mieczami na pierścieniu (Prusy)
- Wielki Komandor Orderu Hohenzollernów z mieczami na pierścieniu (Prusy)
- Order Pour le Mérite z liśćmi dębu (Prusy)
- Order Orła Czerwonego IV klasy z mieczami (Prusy)
- Kawaler Orderu Hohenzollernów z mieczami (Prusy)
- Krzyż Żelazny I klasy (Prusy)
- Kawaler Orderu Świętego Jana (Prusy)
- Odznaka za Służbę Wojskową (Prusy)
- Krzyż Wielki Orderu Alberta Niedźwiedzia (Anhalt)
- Order Wierności (Badenia)
- Kawaler Orderu Zasługi Wojskowej Karola Fryderyka (Badenia)
- Order Świętego Huberta (Bawaria)
- Wielki Komandor Orderu Zasługi Korony Bawarskiej (Bawaria)
- Krzyż Wielki Orderu Zasługi Wojskowej z mieczami (Bawaria)
- Krzyż Wielki Orderu Henryka Lwa z mieczami (Brunszwik)
- Krzyż Wielki Orderu Ludwika (Hesja)
- Krzyż Wielki Orderu Domowego Lippe z koroną i mieczami (Lippe)
- Krzyż Wielki Order Korony Wendyjskiej z koroną w złocie (Meklemburgia)
- Krzyż Zasługi Wojskowej I klasy (Meklemburgia)
- Krzyż Wielki Orderu Domowego i Zasługi Księcia Piotra Fryderyka Ludwika z mieczami i koroną (Oldenburg)
- Order Korony Rucianej (Saksonia)
- Krzyż Wielki Orderu Alberta z gwiazdą (Saksonia)
- Krzyż Wielki Orderu Ernestyńskiego (Saksonia)
- Medal Zasługi Wojskowej (Schaumburg-Lippe)
- Krzyż Wielki Orderu Zasługi Wojskowej (Wirtembergia)
- Krzyż Wielki Orderu Korony Wirtemberskiej z mieczami (Wirtembergia)
- Krzyż Wielki Orderu Fryderyka (Wirtembergia)
- Wielki Oficer Orderu Legii Honorowej (Francja)
- Krzyż Wielki Orderu Łaźni (Wielka Brytania)
- Kawaler Krzyża Wielkiego Orderu Świętych Maurycego i Łazarza (Królestwo Włoch)
- Krzyż Wielki Orderu Sabaudzkiego Wojskowego (Królestwo Włoch)
- Krzyż Wielki Orderu Świętego Stefana z brylantami (Austro-Węgry)
- Krzyż Wielki Orderu Leopolda z brylantami (Austro-Węgry)
- Komandor Orderu Franciszka Józefa z gwiazdą (Austro-Węgry)
- Krzyż Wielki Orderu Lwa i Słońca z brylantami (Persja)
- Order Świętego Andrzeja z mieczami (Imperium Rosyjskie)
- Order Świętej Anny I klasy z brylantami (Imperium Rosyjskie)
- Order Świętej Anny II klasy z mieczami (Imperium Rosyjskie)